# Desmazeria
Desmazeria es un género de plantas herbáceas perteneciente a la familia de las poáceas. Es originario de Europa en la región del Mediterráneo. Comprende 24 especies descritas y de estas, solo 3 aceptadas.

## Descripción
Son plantas anuales. Hojas con vainas de márgenes libres; lígula membranosa, lacerada; limbo plano o convoluto. Inflorescencia en panícula más o menos laxa o subespiciforme. Espiguillas comprimidas lateralmente, con 3-13 flores hermafroditas; raquilla glabra o escábrida, desarticulándose en la madurez. Glumas 2, subiguales, más cortas que las flores, subcoriáceas. Lema coriácea, con 5 nervios, aguda o cortamente bífida, con margen escarioso estrecho. Pálea membranosa, con 2 quillas. Androceo con 3 estambres. Ovario glabro. Cariopsis oblongoidea, glabra.

## Taxonomía
El género fue descrito por Barthélemy Charles Joseph Dumortier y publicado en Commentationes Botanicae 26. 1822. La especie tipo es: Desmazeria sicula (Jacq.) Dumort.
Citología
El número cromosómico básico del género es x = 7, con números cromosómicos somáticos de 2n = 14.2 ploide.
Etimología
Desmazeria: nombre genérico que nombró Barthélemy Charles Joseph Dumortier en honor de J.B.H.Desmaziéres, (1796-1862) un comerciante francés, botánico amateur y editor de revistas científicas.

## Especies aceptadas
A continuación se brinda un listado de las especies del género Desmazeria aceptadas hasta enero de 2014, ordenadas alfabéticamente. Para cada una se indica el nombre binomial seguido del autor, abreviado según las convenciones y usos.
- Desmazeria lorentii H.Scholz
- Desmazeria philistaea (Boiss.) H.Scholz
- Desmazeria sicula (Jacq.) Dumort.